# Ventura Fernández López
Ventura Fernández López (Bárcena de Pie de Concha, 14 luglio 1866 – Toledo, 17 novembre 1944) è stato uno scrittore, poeta e drammaturgo spagnolo, candidato al Premio Nobel per la letteratura nel 1902.

## Biografia
Ventura Fernández López è nato nel 1886 a Bárcena de Pie de Concha. Fu sacerdote e trascorse gran parte della sua vita a Toledo, dove sviluppò la sua attività letteraria in vari generi, come saggi, romanzi, drammi e poesie. L'elenco delle sue opere comprende: i romanzi “El filibustero” (1893) e “Los niñongos” (1898). il sonetto "Teologales" (1895), la poesia "Un sueño" (1897), e il poema epico "La Rota" (1901).
Nel 1902, Emmanuel Casado y Salas, professore di lingua greca e retorica all'Università di Toledo, nominò Ventura Lopez per il Premio Nobel per la letteratura per il suo poema epico La Rota del 1901.

## Opere

### Romanzi
- El filibustero (1893)
- Los niñongos (1898)

### Poesie
- Teologales (1895)
- Un sueño (1897)
- La Rota (1901)

### Altre opere
- La religión de los antiguos Indios tagalos (1894)
- La prensa libre y el militarismo (1895)
- Homenaje á Toledo con motivo de la traslación de los restos de Garcilaso de la Vega; clave poética (1900)
- Don Quijote y su escudero: adaptación episódico-sintética de la obra de Cervantes Don Quijote de la Mancha (1905)
- Crónica de la revolución de mayo: La gran semana de 1810; Recompuesta y arreglada por cartas según la posición y las opiniones de los promotores (1910)
- Ex sotanas... sin conocer... (1913)
- El linaje de "Don Quijote": documento cervantino inédito (1922)
- El proceso del "Quijote": nuevos documentos (1925)
- La Argamasilla de Cervantes: más testimonios (1926)